# Richmond (Vermont)
Richmond és una població dels Estats Units a l'estat de Vermont. Segons el cens del 2000 tenia 4.090 habitants.

## Demografia
Segons el cens del 2000, Richmond tenia 4.090 habitants, 1.504 habitatges, i 1.100 famílies. La densitat de població era de 49,6 habitants per km².
Dels 1.504 habitatges en un 41,2% hi vivien nens de menys de 18 anys, en un 62,2% hi vivien parelles casades, en un 7,8% dones solteres, i en un 26,8% no eren unitats familiars. En el 18,4% dels habitatges hi vivien persones soles el 4% de les quals corresponia a persones de 65 anys o més que vivien soles. El nombre mitjà de persones vivint en cada habitatge era de 2,71 i el nombre mitjà de persones que vivien en cada família era de 3,13.
Per edats la població es repartia de la següent manera: un 29,3% tenia menys de 18 anys, un 5,4% entre 18 i 24, un 34,1% entre 25 i 44, un 24,5% de 45 a 60 i un 6,8% 65 anys o més.
L'edat mediana era de 37 anys. Per cada 100 dones de 18 o més anys hi havia 96,0 homes.
La renda mediana per habitatge era de 57.750 $ i la renda mediana per família de 66.875 $. Els homes tenien una renda mediana de 36.161 $ mentre que les dones 30.019 $. La renda per capita de la població era de 25.692 $. Entorn del 3,2% de les famílies i el 5,1% de la població estaven per davall del llindar de pobresa.